# Scaphidiomyces baeoceridii
Scaphidiomyces baeoceridii är en svampart som beskrevs av Thaxt. 1931. Scaphidiomyces baeoceridii ingår i släktet Scaphidiomyces och familjen Laboulbeniaceae.   Inga underarter finns listade i Catalogue of Life.